# Ampfer-Wurzelbohrer

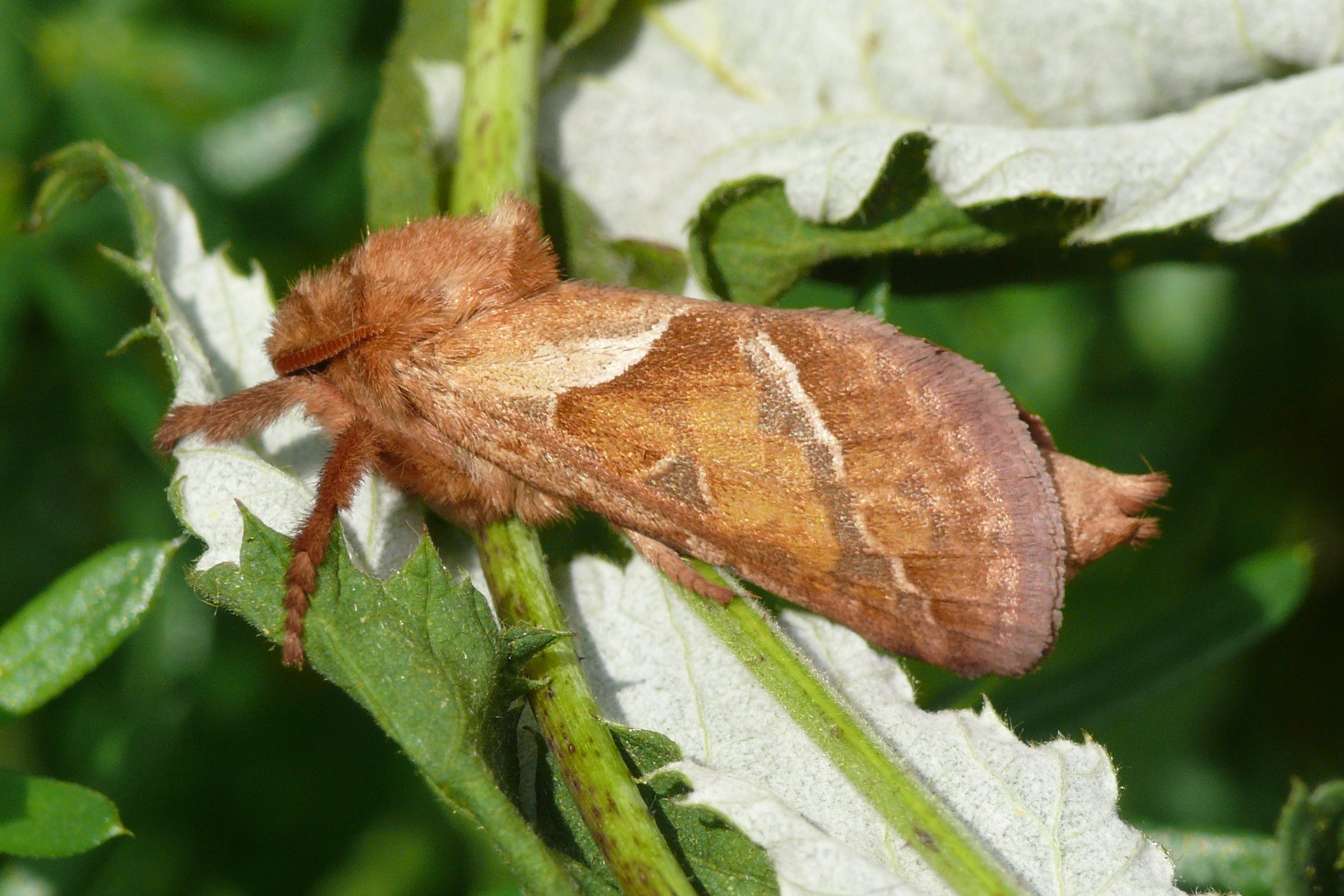
Ampfer-Wurzelbohrer-Weibchen

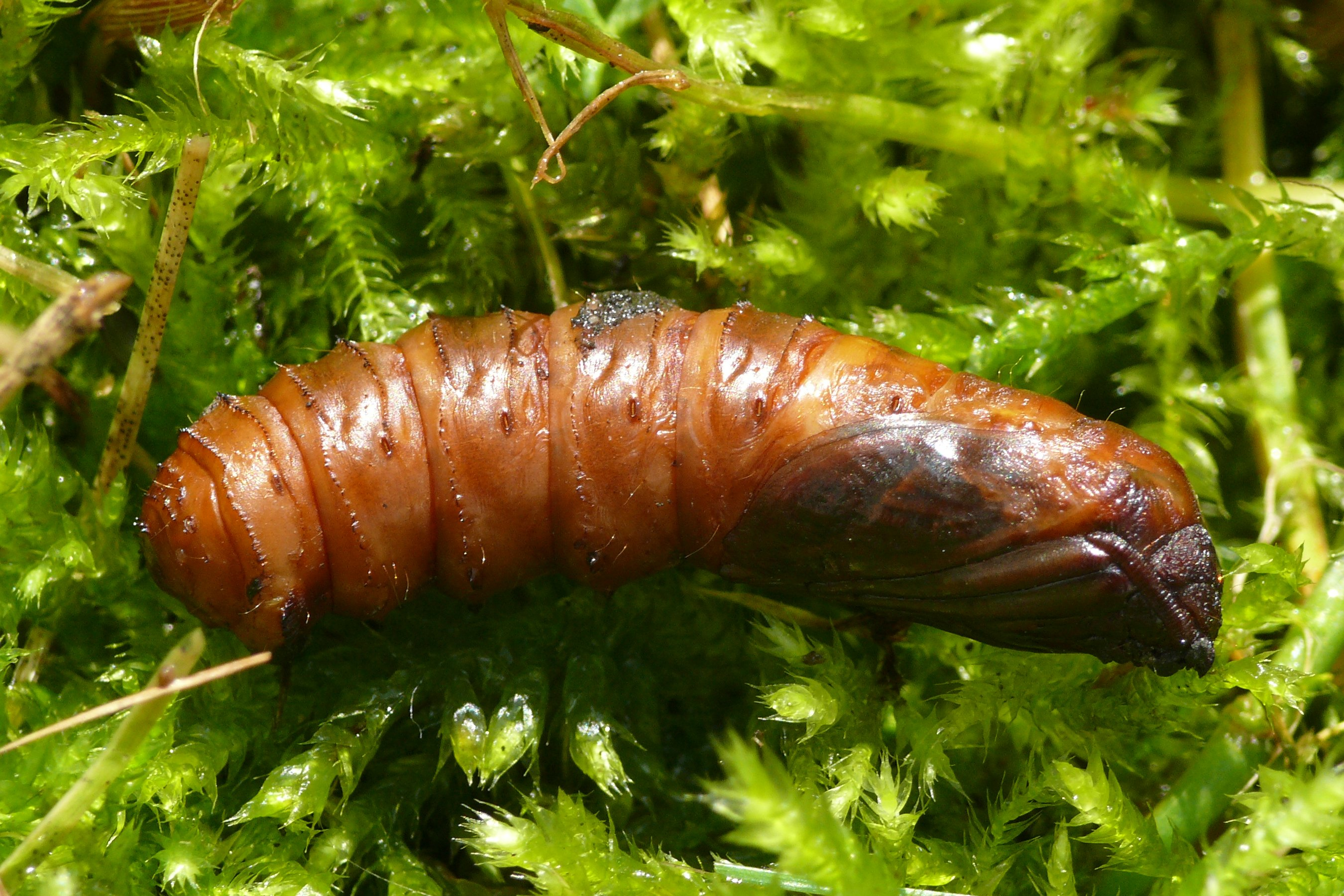
Puppe eines Ampfer-Wurzelbohrer-Weibchens

Der Ampfer-Wurzelbohrer (Triodia sylvina) ist ein Schmetterling (Nachtfalter) aus der Familie der Wurzelbohrer (Hepialidae).

## Merkmale
Der Ampfer-Wurzelbohrer ist ein kleiner und recht häufiger Falter, der eine Flügelspannweite von 27 bis 45 Millimeter erreicht. Die Flügel haben eine längliche und schmale Form. Die Weibchen sind grau und dunkelbraun gefärbt und besitzen eine weiße linienartige Zeichnung. Im Gegensatz zu den Weibchen sind die Männchen orangebraun gefärbt und die Vorderflügel sind mit einem hellen Saum umrandet. Die Männchen sind außerdem oft erheblich kleiner als die Weibchen. Diese Erscheinung der unterschiedlichen Geschlechtsformen einer Art heißt Geschlechtsdimorphismus.

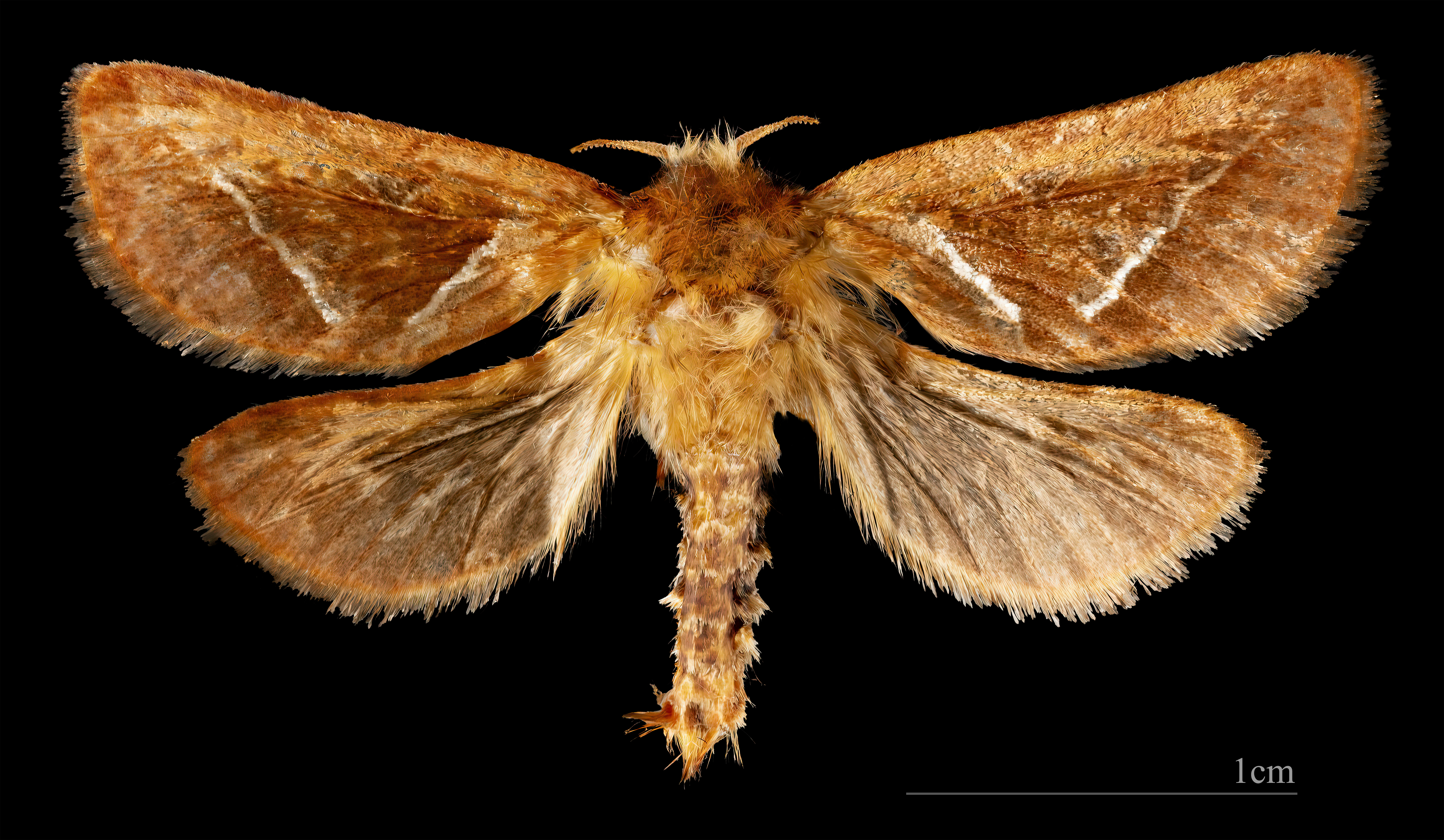
♂
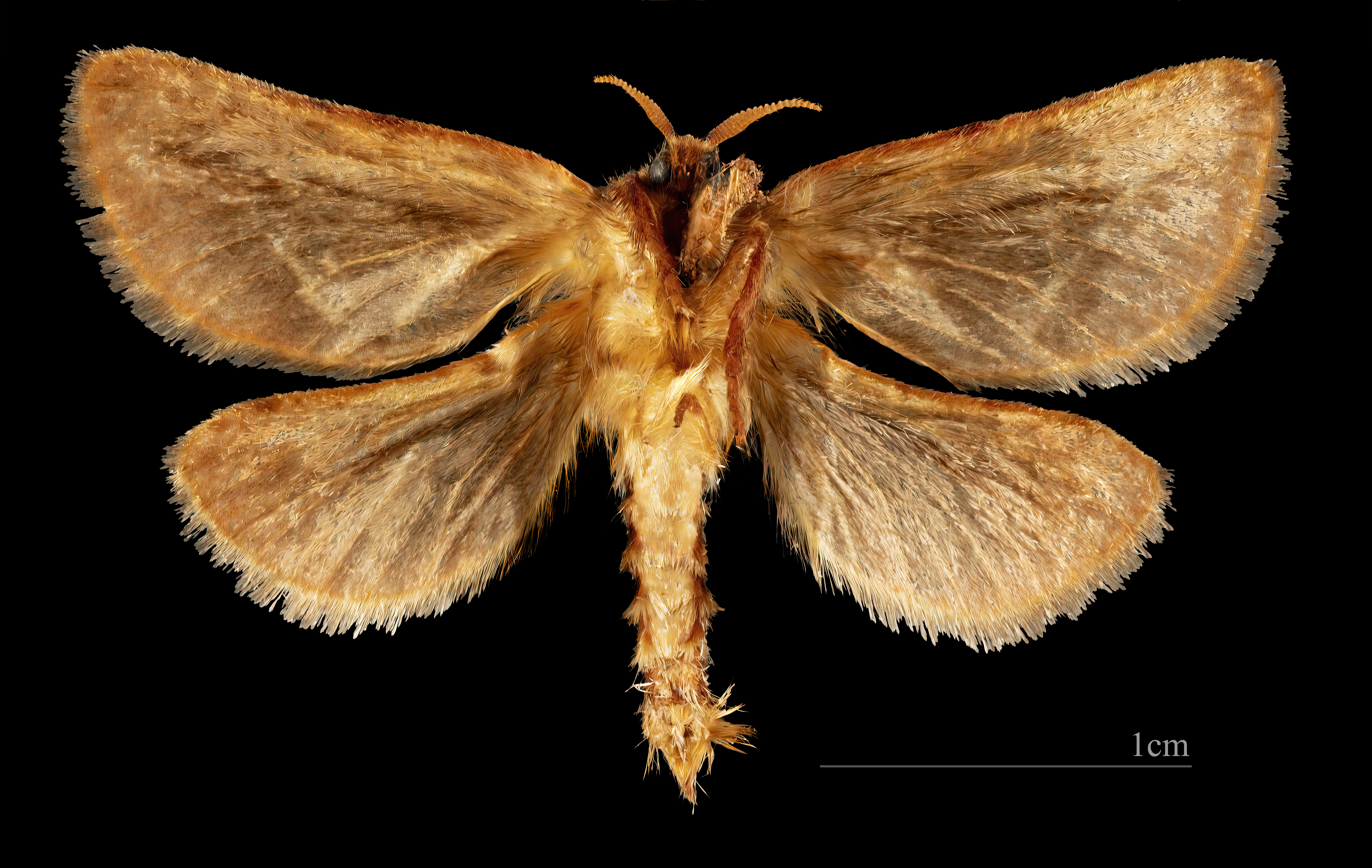
♂ △
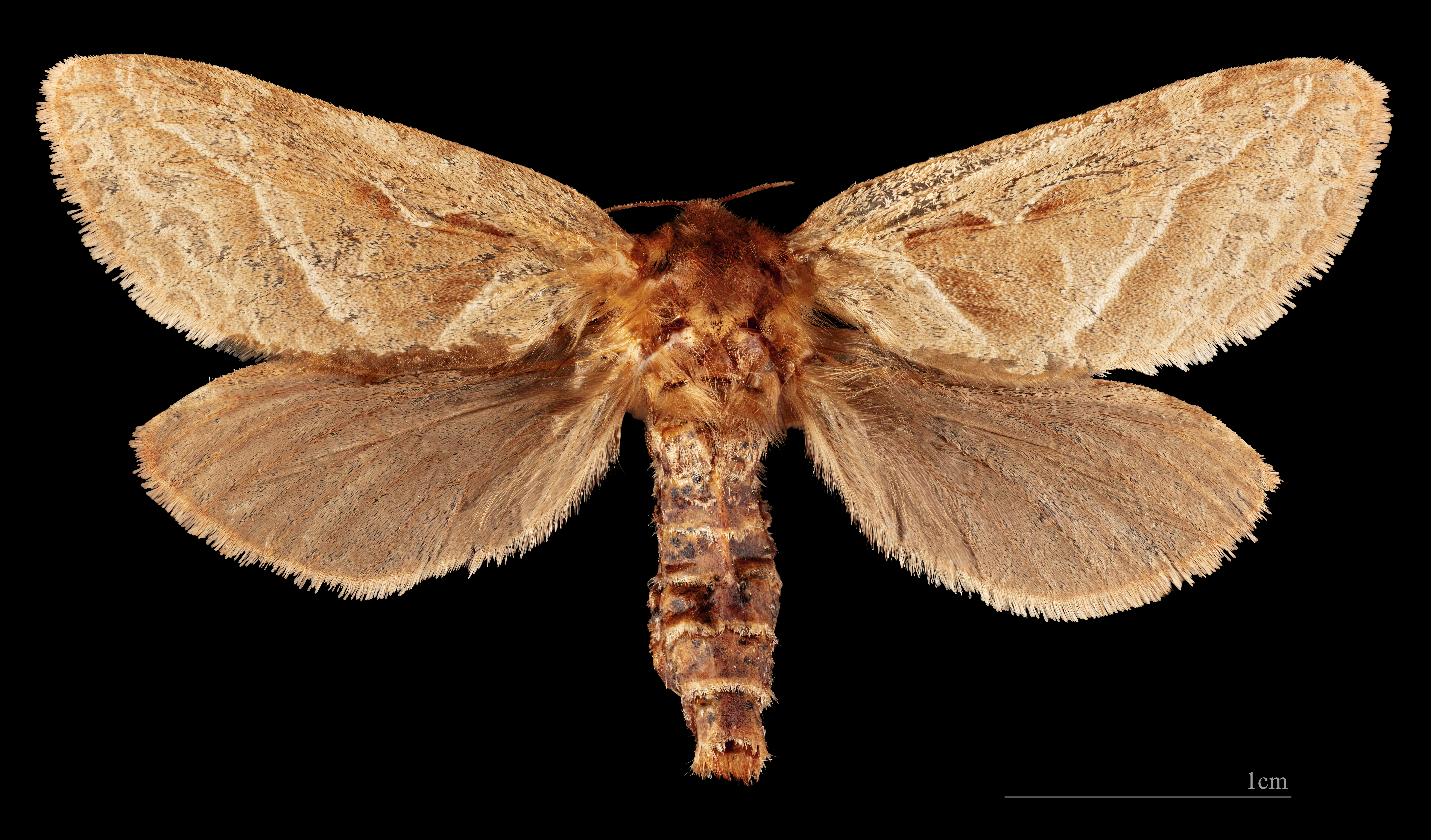
♀
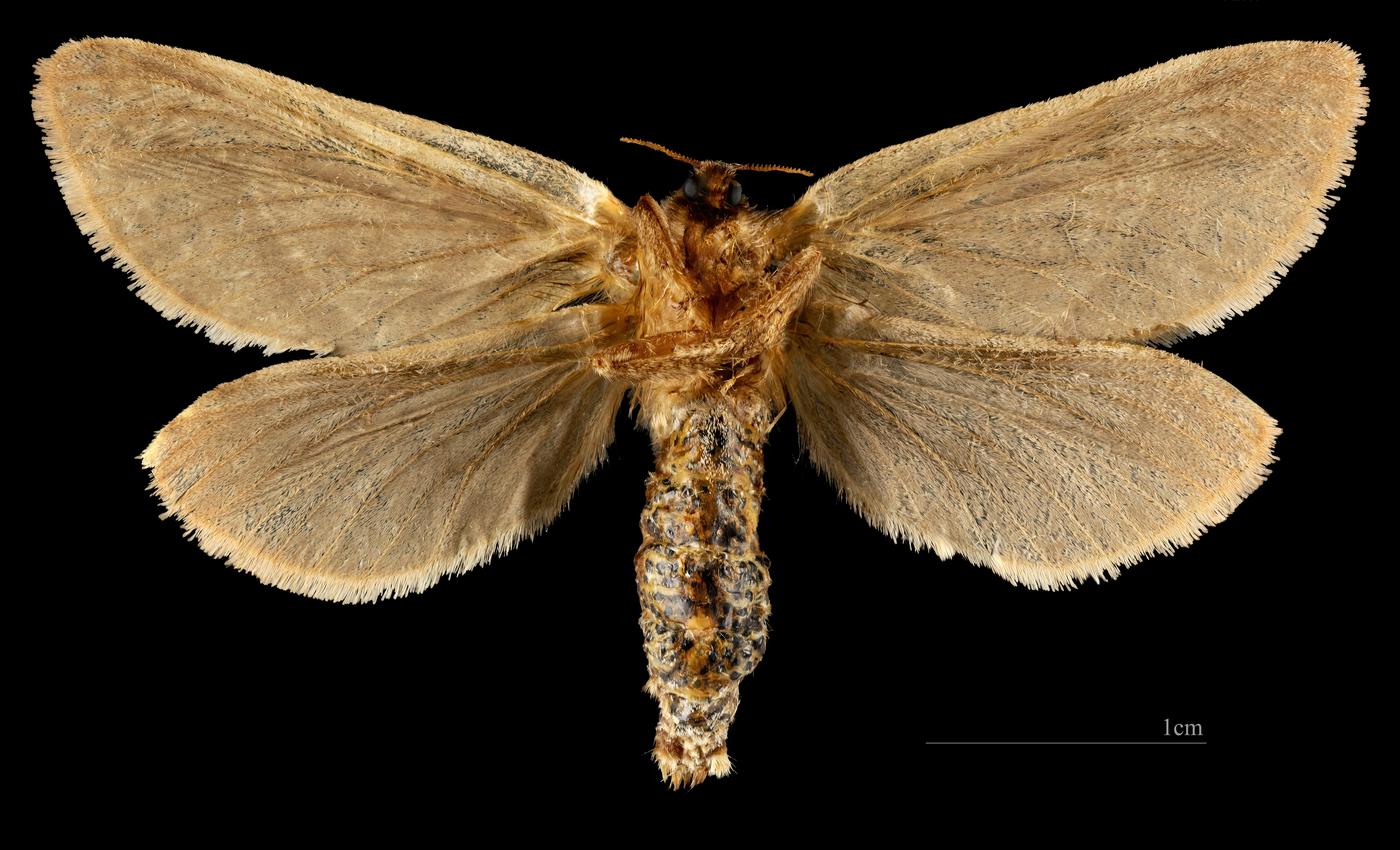
♀ △

### Ähnliche Arten
- Kleiner Hopfen-Wurzelbohrer (Korscheltellus lupulinus) (Linnaeus, 1758): Es besteht eine gewisse Ähnlichkeit, die Art fliegt aber deutlich früher im Jahr.

## Flugzeit
Die Flugzeit findet von Juli bis September statt, hauptsächlich im August.

## Lebensraum
Der Falter ist vor allem im Offenland verbreitet und kommt auch in intensiv genutzten Gebieten in Siedlungsräumen vor. Häufig anzutreffen ist er im Wald, am Waldrand und auf Wiesen, in Gärten und Parklandschaften.

## Lebensweise
Die Raupen leben in den Wurzeln verschiedener Pflanzenarten an denen sie fressen, besonders häufig an den Wurzeln von Ampfer (Rumex), Wegerich (Plantago) und Malven (Malva). Im Gartenbau sind sie ein bekannter Fraßschädling am Kopfsalat (Lactuca sativa). Die Raupen verpuppen sich in der Erde in einem leichten Gespinst und überwintern zweimal. Die Falter des Ampfer-Wurzelbohrers schlüpfen Ende Juli.

## Verbreitung
Die Art ist in Mittel- und Südeuropa verbreitet.